# Scipione Borghese Colonna
Para otros personajes del mismo nombre véase Scipione Borghese.
Scipione Borghese (Roma, 1 de abril de 1734 - ib., 26 de diciembre de 1782) fue un eclesiástico italiano.

## Primeros años de vida
Nacido en el seno de una ilustre estirpe romana, era hijo de Camillo Borghese, príncipe de Sulmona y de Vivaro y cabeza de la familia Borghese, y de Agnese Colonna, descendiente de los Colonna de Paliano; ambas ramas familiares habían sido fecundas en eclesiásticos: sus tíos Francesco Borghese y Girolamo Colonna Sciarra y sus primos Marcantonio Colonna y Pietro Colonna Pamphili eran cardenales, y antepasados suyos habían sido Paulo V, Scipione Caffarelli Borghese y Pietro Maria Borghese. 
Estudiante de teología en el colegio Tolomei de Siena y doctorado en derecho civil y canónico en la Universidad La Sapienza de Roma, ascendió rápidamente en la Curia Romana gracias al patrocinio de sus parientes: a los 22 años era vicario de la Basílica Liberiana, protonotario apostólico y referendario del tribunal de la signatura de Justicia y Gracia. A los 25 recibió las órdenes menores y fue nombrado consultor de la Sagrada Congregación de Ritos, y a los 31 arzobispo titular de Teodosia y asistente del papa Clemente XIII.
Clemente XIV le creó cardenal presbítero en el consistorio del 10 de septiembre de 1770, recibiendo el título de Santa Maria sopra Minerva. Legado papal en Ferrara desde el año siguiente, intervino activamente en la reorganización de la universidad de esa ciudad y en la ejecución de las directivas relativas a la supresión de la Compañía de Jesús, tomó parte en el cónclave de 1774-75 en que fue elegido papa Pío VI, fue Camarlengo del Colegio Cardenalicio en 1779 y protector de los clérigos regulares menores desde el mismo año.
Fallecido a los 48 años de edad, fue sepultado en la capilla familiar de la Basílica Liberiana.